# João Havelange
Pour les articles homonymes, voir Havelange (homonymie).
 (août 2016).
Si vous disposez d'ouvrages ou d'articles de référence ou si vous connaissez des sites web de qualité traitant du thème abordé ici, merci de compléter l'article en donnant les références utiles à sa vérifiabilité et en les liant à la section « Notes et références ».
Jean-Marie Faustin Goedefroid de Havelange, plus connu comme João Havelange, né à Rio de Janeiro le 8 mai 1916 et mort dans la même ville le 16 août 2016, est un avocat et dirigeant sportif brésilien.
Il devient président de la FIFA en 1974, succédant à Stanley Rous, et reste à ce poste jusqu'en 1998, lorsqu'il est remplacé par Joseph Blatter.
De 1963 à 2011, il est membre du Comité international olympique (CIO) dont il devient le doyen. Le 30 avril 2013, il démissionne de ses fonctions de président d'honneur de la FIFA, à la suite de l'affaire de corruption de l'ISL.

## Biographie
Son père, né à Liège, en Belgique, a quitté son pays pour démarrer une nouvelle vie au Brésil. Il meurt quand João Havelange a dix-sept ans. João Havelange obtient pendant ses études une licence de droit avant de pouvoir exercer en tant qu'avocat en 1936.
Dans sa jeunesse, il pratique différents sports à un haut niveau comme le water-polo et la natation, participant en tant que nageur aux Jeux olympiques d'été de 1936 à Berlin et en tant que joueur de water-polo aux Jeux olympiques d'été de 1952 à Helsinki.
De 1958 à 1973, il est président de la Confédération brésilienne des sports (pt) (CBD) et membre de 1955 à 1963 du comité olympique brésilien, avant enfin d'être membre du comité international olympique de 1963 à 2011 et président de la FIFA de 1974 à 1998.
De 1971 à 1973, il a été aussi président de la Fédération internationale de futsal (FIFUSA). Il démissionne de la FIFUSA en 1973 pour faire campagne contre l'Anglais Stanley Rous qui briguait la présidence de la FIFA en 1974.

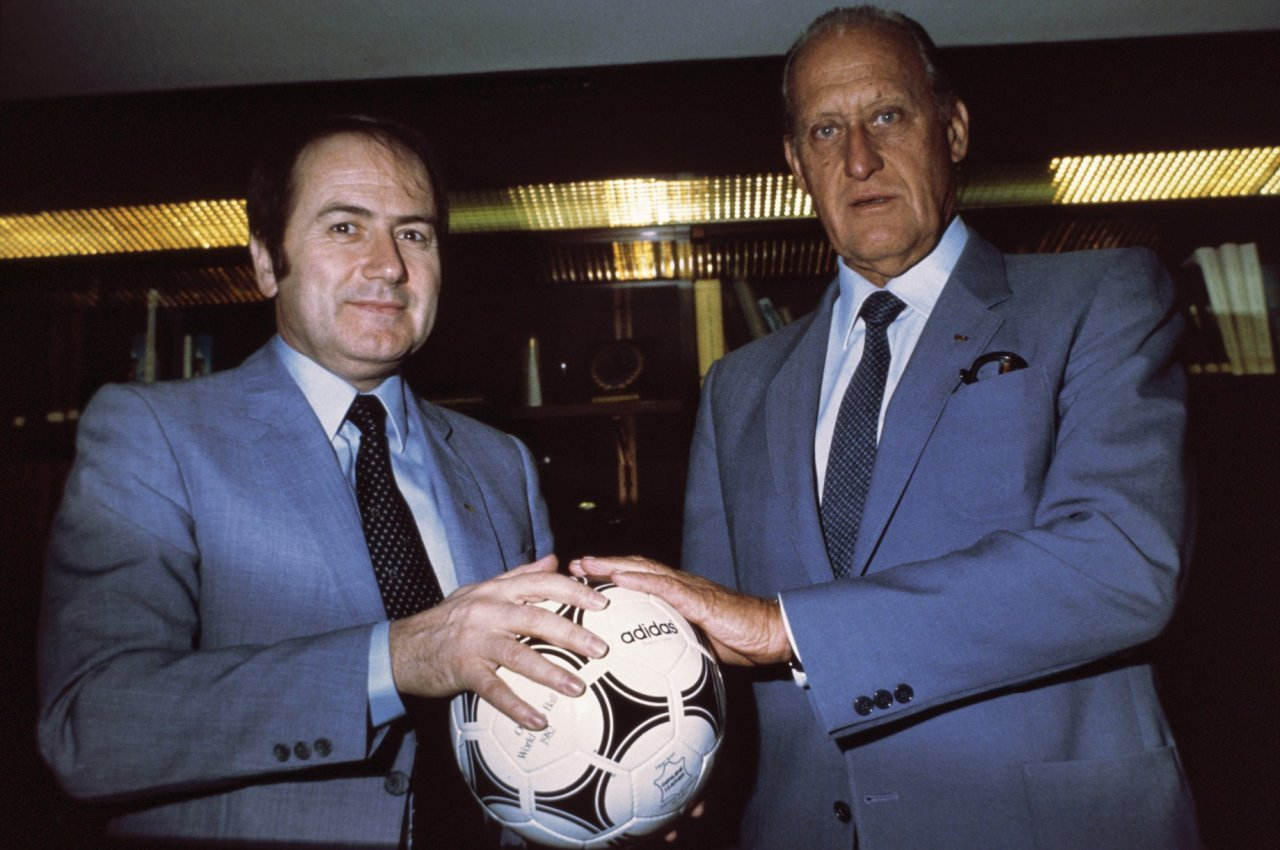
João Havelange et Sepp Blatter en 1982.

Après son élection, il permet au football une véritable expansion sous ses 24 ans de présidence, avec l'organisation des Coupes du monde sur de nouveaux continents (Amérique du Nord avec les États-Unis en 1994), la création de la Coupe du monde de football féminin, de la Coupe du monde de football des moins de 20 ans, de la Coupe du monde de football des moins de 17 ans, de la Coupe des confédérations, du trophée meilleur footballeur de l'année FIFA ou encore de la promotion du foot en salle. Enfin, il a œuvré pour le développement du football en doublant le nombre de participants à la coupe du monde (de seize nations en 1974, trente-deux nations participent aujourd'hui à sa phase finale) permettant aux pays émergents de divers continents d'avoir leurs chances d'y participer, quitte à diminuer le niveau de la compétition, augmentant par le même fait le public potentiel et le nombre de matches joués, donc les revenus.
En décembre 2011, il démissionne de son poste au Comité international olympique pour ne pas être sanctionné sur une enquête de corruption. Son mandat reste très critiqué.
Le stade olympique de Rio de Janeiro a porté le nom de João Havelange de juin 2007 à février 2017. Dès mai 2013, des personnes du conseil municipal de Rio avaient demandé le changement de nom du stade en raison de l'implication de Havelange dans l'affaire de corruption de l'ISL et éviter que cela ne fasse tâche à l'approche de la Coupe du monde 2014 et des Jeux olympiques de 2016. Le changement de nom du stade n'interviendra finalement qu'en 2017 pour laisser place au nom de Nilton-Santos.
Il meurt le 16 août 2016, à l'âge de 100 ans, à Rio de Janeiro, alors qu'il s'y déroulent les Jeux olympiques d'été pour lesquels il avait joué un rôle clé dans l'attribution à sa ville natale. Commentant son décès, l'ancien joueur anglais Gary Lineker, devenu commentateur sportif, explique ironiquement que « le football lui a apporté beaucoup », car il faut rappeler que ses mandats, que ce soit à la tête de la FIFA ou bien comme membre du CIO, restent très controversés du fait des très nombreux soupçons de corruption.